# Скуодаський район
Скуодаський район  (Скуодаське районне самоврядування; лит. Skuodo rajono savivaldybė) - адміністративна одиниця  Клайпедського повіту  Литви.

## Населені пункти
- 1 місто - Скуодас;
- 4 містечка - Барстічяй, Ілакяй, Лянкімай і Моседіс;
- 171 село.

Чисельність населення (2001):
- Скуодас - 7 896
- Моседіс - 1 379
- Ілакяй - 1 165
- Лянкімай - 779
- Барстічяй - 659
- Даукшяй - 601
- Нотена - 482
- Шаукляй - 467
- Шатес - 457
- Мажейі-Рушупяй - 451

## Адміністративний поділ
Скуодаський район підрозділяється на 9  староств:
- Олександрійське (лит. Aleksandrijos seniūnija; адм. Центр:  Олександрія)
- Барстічяйське (лит. Barstyčių seniūnija; адм. Центр: Барстічяй)
- Ілакяйське (лит. Ylakių seniūnija; адм. Центр: Ілякяй)
- Лянкімайське (лит. Lenkimų seniūnija; адм. Центр: Лянкімай)
- Моседське (лит. Mosėdžio seniūnija; адм. Центр: Моседіс)
- Нотенайське (лит. Notėnų seniūnija; адм. Центр: Нотенай)
- Скуодаське (лит. Skuodo miesto seniūnija; адм. Центр: Скуодас)
- Скуодаське міське (лит. Skuodo seniūnija; адм. Центр: Скуодас)
- Шатеське (лит. Šačių seniūnija; адм. Центр: Шатес)